# Trail of Tears
Trail of Tears est un groupe de metal gothique norvégien, originaire de Kristiansand. Le groupe est originellement formé en 1994 sous le nom de Natt. Le groupe mise sur un métal gothique dit de « La belle et la bête » (dont il constitue un des principaux et des plus anciens représentants du genre) associé à des arrangements  symphoniques. 
Le groupe a connu en son sein plusieurs musiciens et chanteuses, le seul membre permanent depuis ses débuts étant son fondateur Ronny Thorsen (voix extrême). En 2007, la formation norvégienne connaît un premier coup de tonnerre, les membres annonçant la séparation du groupe, sauf Ronny Thorsen qui affirme au contraire poursuivre l'aventure avec de nouveaux musiciens et le retour de la chanteuse Cathrine Paulsen, qui avait occupé le poste de 2002 à 2004 avant d'être congediée.
En 2013, Trail of Tears connaît un nouveau conflit interne, publiquement exposé sur Facebook. Cathrine Paulsen et le guitariste Bjørn Erik Næs annoncent le départ de Ronny Thorsen. Ce dernier, soutenu par sa maison de disques, réplique en annonçant la sortie du dernier album enregistré par le groupe ainsi que la séparation de Trail of Tears.
En 2020, après huit ans d'inactivité, le groupe, toujours géré par Ronny Thorsen, se reforme avec certains de ses anciens membres : le guitariste Runar Hansen, le bassiste Endre Moe et le batteur Jonathan Perez. Ailyn, connue des amateurs de métal gothique et symphonique pour avoir été pendant plusieurs années la chanteuse de Sirenia, intègre Trail of Tears en tant que chanteuse.
En 2024, la formation annonce la sortie de nouveaux morceaux réunis sur l'Ep "Winds of Disdain".

## Biographie

### Première décennie (1994–2004)
Le groupe est originellement formé en 1994 sous le nom de Natt ; ils enregistrent une démo homonyme cette même année. En 1997, ils changent de nom pour celui de Trail of Tears, souhaitant refléter l'évolution de leur style musical et les changements effectués dans la formation. La première démo s'intitule When Silence Cries..., et est publiée en avril 1997. Le guitariste Michael Krumins quitte le groupe et est remplacé par Runar Hansen. La publication de cette démo mène le groupe à signer avec le label néerlandais DSFA Records. Leur premier album, Disclosure in Red, est publié cette même année et est suivi d'une tournée en Europe avec Tristania et The Sins of Thy Beloved.
Leur deuxième album, Profoundemonium, est publié en 2000, puis la chanteuse Helena Iren Michaelsen quitte le groupe avant d'être remplacée par Cathrine Paulsen en mai la même année. Le groupe joue à de nombreuses reprises dans les années 2000. Plus tard, ils signent un contrat de trois albums avec Napalm Records. Leur troisième album, publié en 2002, est intitulé A New Dimension of Might et est produit par Terje Refsnes (producteur Tristania, Sirenia et Green Carnation). La chanteuse Catherine Paulsen quitte le groupe et est remplacée par Kjetil Nordhus (Green Carnation). Ce changement de formation mène également à un changement dans le style musical qui est marqué dans l'album Free Fall into Fear, publié en 2004. S'ensuit une tournée avec Tristania et Therion en soutien à l'album.

### Existentia(2004–2007)
Les membres Terje Heiseldal et Frank Roald Hagen quittent le groupe avant l'enregistrement de leur cinquième album ; Gøran Bomann de Carpathian Forest devient guitariste de tournée pour le groupe. L'album est enregistré avec Runar Hansen à la guitare et Bernt Moen aux claviers. Kjetil Nordhus, Runar Hansen, Kjell Rune Hagen, et Jonathan Pérez partent en novembre 2006 à cause d'une mauvaise gestion budgétaire ; les membres annoncent aussitôt la séparation du groupe. Ronny Thorsen explique plus tard que le groupe continuera sans eux.
Le 1er février 2007, le retour de l'ancienne chanteuse de Trail of Tears, Cathrine Paulsen, est annoncé. Le groupe confirme aussi sa participation au festival Sweden Rock Festival, qui suit d'une tournée américaine avec Echoes of Eternity et Unexpect.

### Bloodstained Endurance(2008–2009)
Le groupe entre au Soundsuite Studio de Marseille, en France, avec Terje Refsnes le 3 novembre 2008 pour enregistrer leur sixième album. Dès lors, le groupe termine l'album, intitulé Bloodstained Endurance, qui comprend 11 chansons, accompagné d'une édition limitée comprenant quatre à cinq chansons bonus. L'album est publié le 27 mai 2009.

### Oscillationet séparation (2010-2013)
En juillet 2010, Trail of Tears annonce le départ du guitariste Pål Olsen qui souhaite se consacrer à son groupe Guardians of Time. Le groupe continue comme quintette, et le départ, d'après le groupe, n'affectera aucune de leurs activités. En janvier 2012, Trail of Tears annonce le départ du batteur Cato Jensen. Bjørn Dugstad Rønnow le remplacera par la suite. Le 11 novembre, le groupe révèle la couverture de son septième album, Oscillation; l'album est prévu le 23 avril 2013. Avant la sortie de Oscillation, le groupe signe au label Massacre Records.
En janvier 2013, Ronny Thorsen, Endre Moe, et Bjørn Dugstad Rønnow quittent Trail of Tears. Les membres restants sont Cathrine Paulsen et Bjørn Erik Næss ; les deux partis se séparent. Peu de temps après, Ronny Thorsen, soutenu par sa maison de disques, confirme la sortie de Oscillation mais annonce également la fin des activités de Trail of Tears. 

### Reformation et nouvel EP (2020–aujourd'hui)
En 2020, Trail of Tears annonce sa reformation avec certains de ses anciens membres. Outre Ronny Thorsen, le guitariste Runar Hansen, le bassiste Endre Moe et le batteur Jonathan Perez sont de retour au sein de la formation. Ailyn, qui a été membre de Sirenia de 2008 à 2016, en devient la chanteuse.
Le groupe annonce au printemps 2024 la parution d'un nouvel EP, Winds of Disdain. La chanson titre sert de premier single et paraît en digital le 29 mars 2024. Un second single digital, Blood Red Halo, est prévu pour le 30 avril de cette même année, l'EP devant sortir le 24 mai, à la fois en digital et sur support physique.

## Style musical
Tout au long de sa carrière, le groupe se caractérise par un dispositif vocal de type belle et la bête. C’est-à-dire misant notamment sur un contraste des registres de voix  (chant clair de Soprano d'une part et Death grunt de l'autre). Il est d'ailleurs parmi les premiers groupes avec Theatre of Tragedy à systématiser ce dispositif. Mais avec la sortie de Free Fall into Fear, le groupe change ce dispositif au profit d'une dualité tenor/death grunt à la place (avec quelques rares passages de voix féminines). L'album Existentia (2007) voit Trail of Tears remettre le chant féminin à l'honneur et fait ainsi cohabiter vocaux death, chant clair masculin et voix féminine. Le départ du chanteur Kjetil Nordhus entraîne un retour à la classique dualité vocale growls masculins/chant clair féminin sur les albums Bloodstained Endurance (2009) et Oscillation (2013). L'EP Winds of Disdain, prévu pour 2024, reprend également cette formule.
Musicalement, Trail of Tears verse dans un métal extrême marqué par, outre les vocaux death, des riffs de guitare plombés et une vitesse d'exécution prononcée. Cette agressivité est contrebalancée par le chant féminin ainsi que par le caractère mélodique des morceaux. Ces derniers se trouvent régulièrement enrichis de textures électroniques, de chœurs et de discrètes orchestrations samplées.

## Membres

### Membres actuels
- Ronny Thorsen - chant extrême
- Ailyn - chant féminin
- Runar Hansen - guitare
- Nicolay Johnsen - guitare
- Endre Moe - basse
- Jonathan Perez - batterie

### Anciens membres
- Cathrine Paulsen - chant féminin
- Bjørn Erik Næs - guitare
- Paul Olsen - guitare
- Cato Jansen - batterie
- Kjell Rune Hagen - basse
- Kjetil Nordhus - chant
- Runar Hansen - guitare mélodique
- Ales Vik - chant
- Helena Iren Michaelsen - voix soprano
- Emmanuelle Zoldan - voix féminine de session (sur l'album Existantia ; succède chronologiquement à Cathrine Paulsen à la suite de son départ après l'album A New Dimension of Might)
- Vidar Uleberg - batterie
- Michael Krumins - guitare mélodique

## Discographie

### Albums studio
- 1998 : Disclosure in Red
- 2000 : Profoundemonium
- 2002 : A New Dimension of Might
- 2005 : Free Fall into Fear
- 2007 : Existentia
- 2009 : Bloodstained Endurance
- 2013 : Oscillation
- 2024 : Winds of Disdain (EP)

### Démos
- 1996 : Natt
- 1997 : When Silence Cries...